# Smartwings Hungary

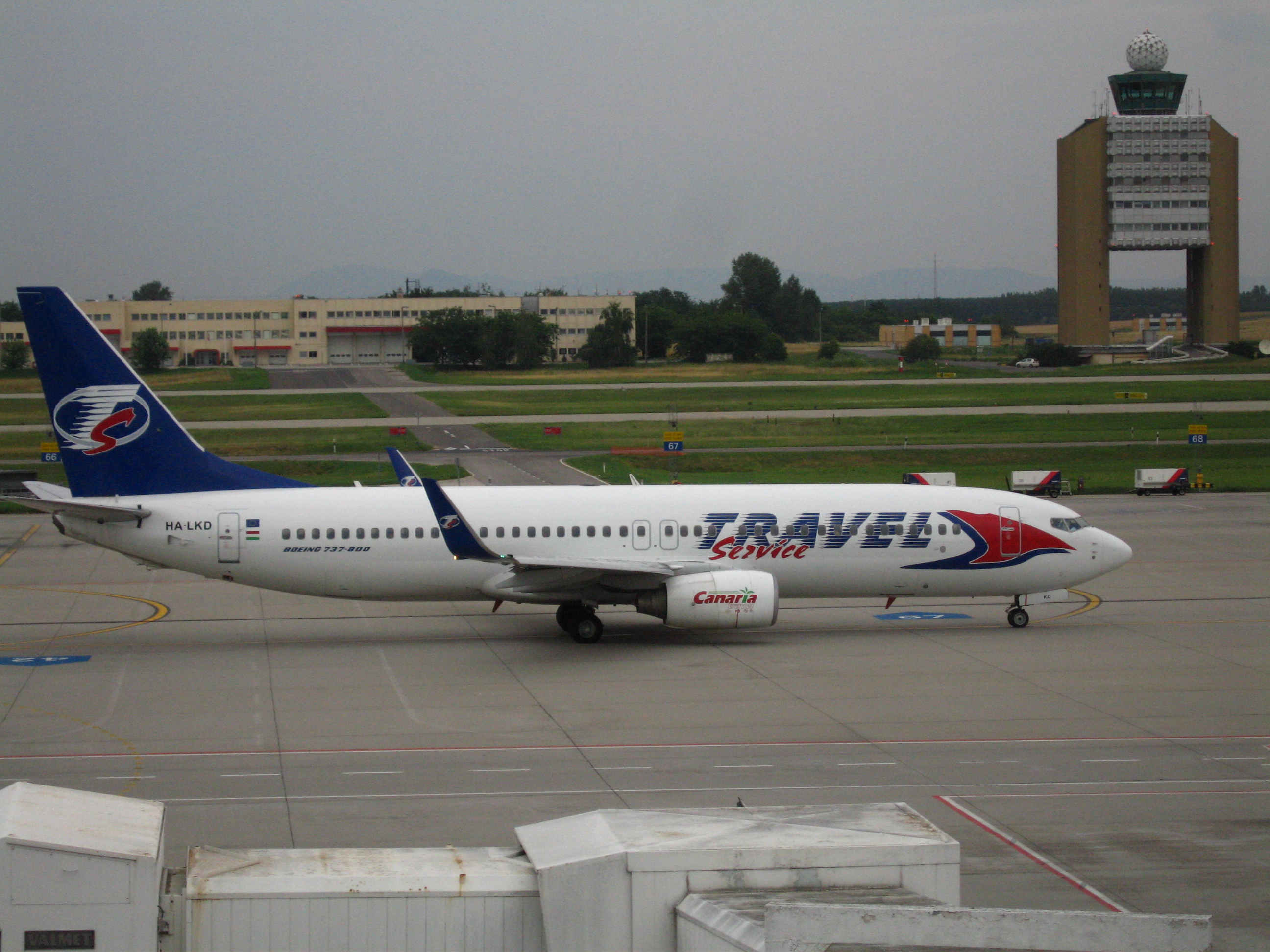
Boeing 737-800 компании Travel Service в Международном аэропорту Будапешт Ферихедь, Венгрия

Smartwings Hungary (ранее Travel Service) — чартерная авиакомпания, базирующаяся в Будапеште, Венгрия. Сестринская компания — Smartwing (ранее Travel Service), базирующаяся в Чехии.

## Пункты назначения
Travel Service (Венгрия) обслуживает следующие направления (лето 2010):

### Африка
- Египет
  - Хургада — Международный аэропорт Хургада
  - Шарм-эш-Шейх — Аэропорт Рас Назрани
  - Таба — Международный аэропорт Таба
- Тунис
  - Джерба — Международный аэропорт Джерба-Зарзис
  - Тунис — Международный аэропорт Тунис-Карфаген

### Азия
- Кипр
  - Ларнака — Международный аэропорт Ларнака

### Europe
- Болгария
  - Бургас — Аэропорт Бургас
- Греция
  - Корфу — Международный аэропорт Иоанна Каподистрия
  - Ираклион — Никос Казандзакис (аэропорт)
  - Кос — Международный аэропорт острова Кос
  - Родос — Международный аэропорт Родос
  - Закинф — Международный аэропорт Закинф
- Венгрия
  - Будапешт — Международный аэропорт Будапешт Ферихедь База
- Испания
  - Канарские острова
    - Лас-Пальмас-де-Гран-Канария — Гран-Канария (аэропорт)
    - Тенерифе — Королева София (аэропорт)

  - Ивиса — Ивиса (аэропорт)
  - Пальма-де-Майорка — Пальма-де-Майорка (аэропорт)
- Турция
  - Анталья — Анталья
  - Даламан — Даламан (аэропорт)

## Флот
Флот Travel Service (Венгрия) состоит из следующих самолетов (на май 2010):